# شبکه ایموجی

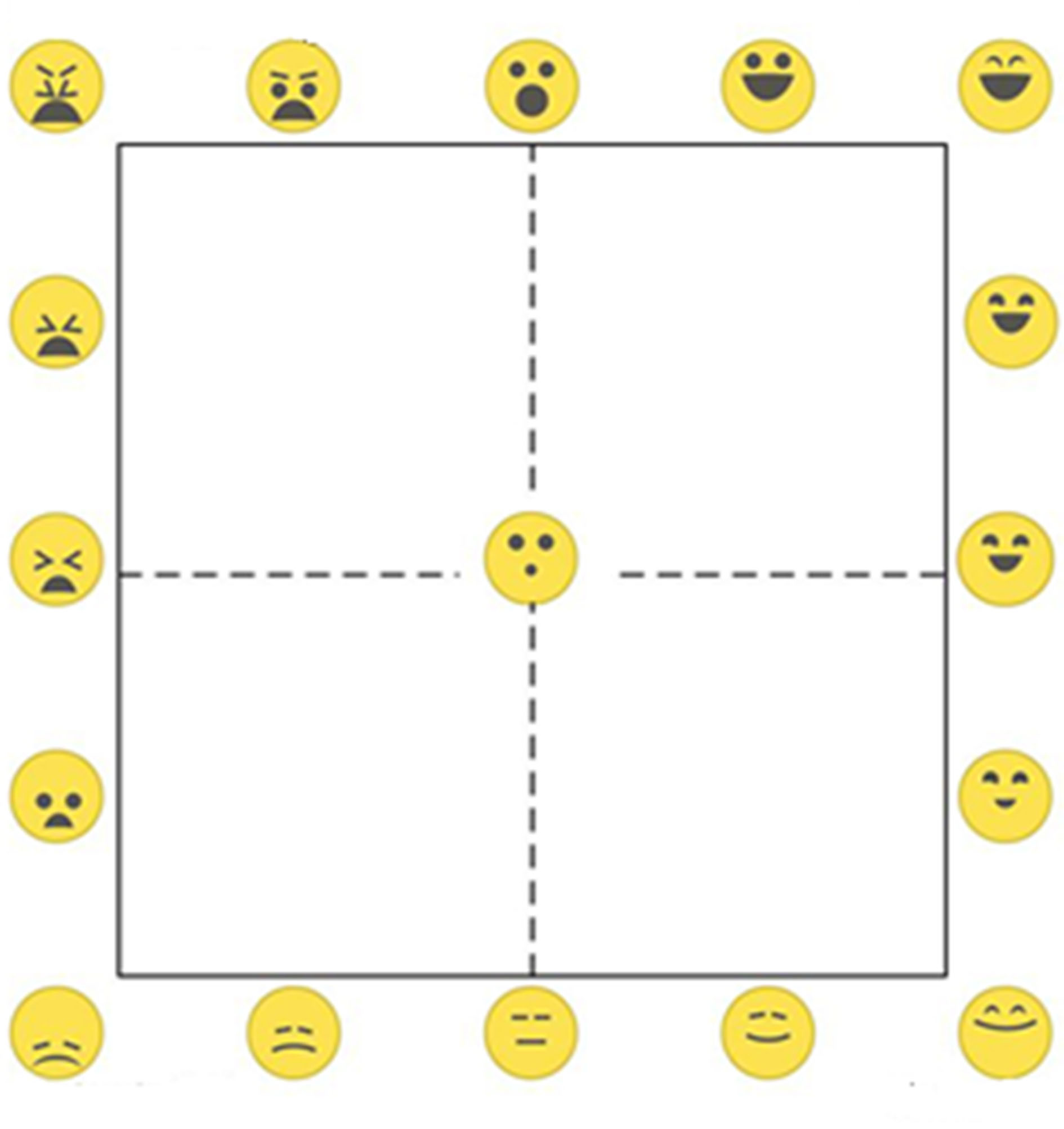
شبکه ایموجی: یک ابزار خودگزارش‌دهی با برچسب ایموجی با محور ظرفیت (محور افقی) × برانگیختگی (محور عمودی).

شبکه ایموجی (به انگلیسی: EmojiGrid) ابزاری برای ارزیابی خود از نظر عاطفی است که از یک شبکه مستطیلی تشکیل شده و با ایموجی‌ها برچسب‌گذاری شده است. این نماد بازرگانی Kikkoman است. حالت‌های چهره در ایموجی در امتداد محور افقی x از دوست نداشتن تا خنثی و در نهایت دوست داشتن و در امتداد محور عمودی y از نظر شدت آن نشان داده می‌شود. برای گزارش ارزیابی عاطفی خود از یک محرک مشخص، کاربران محلی را در داخل شبکه علامت می‌زنند که به بهترین شکل نشان دهنده برداشت آنها باشد. شبکه ایموجی می واند به عنوان یک ابزار پاسخگویی کاغذی یا کامپیوتری استفاده شود.
شبکه ایموجی (EmojiGrid) از شبکه عاطفی راسل الهام گرفته شده است و در ابتدا برای ارزیابی عاطفی محرک‌های غذایی توسعه داده شده و اعتبارسنجی شده است، زیرا ابزارهای خودگزارش‌دهی عاطفی مرسوم (مثلاً مانکن خودارزیابی) اغلب در آن زمینه اشتباه فهمیده می‌شدند. از آن زمان تاکنون، این روش برای ارزیابی عاطفی طیف گسترده‌ای از محرک‌های عاطفی مانند تصاویر، کلیپ‌های صوتی و تصویری، ویدیوهای ۳۶۰ درجه واقعیت مجازی، رویدادهای لمسی، غذا و بوها مورد استفاده قرار گرفته و اعتبارسنجی شده است. همچنین از آن برای تحلیل عاطفی فضاهای معماری برای ارزیابی تجربه عاطفی مسابقات دو و میدانی، و برای ارزیابی توانایی ارزیابی عاطفی چهره افراد مبتلا به زوال عقل زودرس استفاده شده است. از آنجایی که شبکه ایموجی شهودی و مستقل از زبان است، برای تحقیقات بین فرهنگی نیز مناسب است.